# Оходниця
Оходніца (словац. Ochodnica) — село, громада округу Кисуцьке Нове Место, Жилінський край. Кадастрова площа громади — 18,05 км².
Населення 1933 особи (станом на 31 грудня 2018 року).

## Історія
Оходніца згадується 1244 року.

## Географія
Протікає річка Оходничанка.

## Населення
| Рік:            | 1994. | 2004.   | 2014.   | 2024.   |
| --------------- | ----- | ------- | ------- | ------- |
| Кількість осіб: | 2027  | 2017    | 1932    | 1933    |
| Різниця:        |       | -0,49 % | -4,21 % | +0,05 % |

| Рік:            | 2023. | 2024.   |
| --------------- | ----- | ------- |
| Кількість осіб: | 1933  | 1933    |
| Різниця:        |       | +1,42 % |